# The Oklahoma Kid
The Oklahoma Kid is een Amerikaanse western uit 1939 onder regie van Lloyd Bacon. Destijds werd de film in Nederland uitgebracht onder de titel De laatste vrijbuiter.

## Verhaal
De misdadige casino-eigenaar Whip McCord houdt de stad Tulsa in Oklahoma in de houdgreep. De politicus John Kincaid wil de stad zuiveren van criminaliteit, als hij wordt verkozen tot burgemeester. McCord schuift hem daarom de schuld voor een moord in de schoenen. Kincaid krijgt echter hulp van de Oklahoma Kid, een beruchte bandiet.

## Rolverdeling
| Acteur             | Personage        |
| ------------------ | ---------------- |
| James Cagney       | Jim Kincaid      |
| Humphrey Bogart    | Whip McCord      |
| Rosemary Lane      | Jane Hardwick    |
| Donald Crisp       | Rechter Hardwick |
| Harvey Stephens    | Ned Kincaid      |
| Hugh Sothern       | John Kincaid     |
| Charles Middleton  | Alec Martin      |
| Edward Pawley      | Doolin           |
| Ward Bond          | Wes Handley      |
| Lew Harvey         | Curley           |
| Trevor Bardette    | Jack Pasco       |
| John Miljan        | Ringo            |
| Arthur Ayelesworth | Rechter Morgan   |
| Irving Bacon       | Receptionist     |
| Joe Devlin         | Keely            |